# Asamblea Nacional de Bielorrusia
La Asamblea Nacional de la República de Bielorrusia es la institución legislativa suprema de la República de Bielorrusia. Es un organismo bicameral que incluye la Cámara de Representantes (o la cámara baja) y el Consejo de la República (o la cámara alta).
La Cámara de Representantes está formada por 110 diputados que se eligen sobre la base de un sufragio universal, libre, directo y secreto. El Consejo de la República es una institución legislativa de representación territotial que está constituida por 64 miembros. Las 6 provincias de Bielorrusia y Minsk delegan 8 diputados que se eligen en las sesiones de las asambleas provinciales. Además, el Presidente de la República de Bielorrusia asigna 8  miembros más al Consejo de la República.
Si bien cada cámara tiene obligaciones específicas, ambas tienen la capacidad de vetar los decretos de las administraciones locales que se desvíen de la Constitución de Bielorrusia.
Las cámaras de la Asamblea Nacional se convocan a dos períodos ordinarios de sesiones cada año: el primer período de sesiones se abre el 2 de octubre y su duración no puede ser superior a 80 días; el segundo período de sesiones se abre el 2 de abril y no dura más de 90 días.
La Cámara de Representantes y el Consejo de la República pueden ser convocados a un período extraordinario de sesiones. Las sesiones extraordinarias se convocan con un orden del día determinado por iniciativa del Presidente o a petición de una mayoría de al menos dos tercios de los miembros de pleno derecho de cada una de las cámaras.
Cualquier proyecto de ley debe ser considerado inicialmente en la Cámara de Representantes y luego en el Consejo de la República.
En la práctica, la Asamblea Nacional tiene poco poder real. El sistema político bielorruso concentra casi todo el poder de gobierno en manos del Presidente Alexander Lukashenko. En particular, la Asamblea Nacional tiene poco control sobre el gasto público; según la Constitución, cualquier proyecto de ley que aumente o disminuya el gasto sólo puede considerarse con el permiso presidencial. Los decretos presidenciales tienen mayor peso que la legislación ordinaria. Sin embargo, desde que tomó su forma actual en 1996, la Asamblea Nacional ha sido dominada por los partidarios de Lukashenko en cualquier caso, y no hay oposición sustantiva a las decisiones presidenciales.
Su predecesor fue el Consejo Supremo de Bielorrusia (hasta 1996).